# الدراجي
الدراجي ناحية عراقية تقع في محافظة المثنى جنوب العراق. على ضفاف نهر الفرات.